# Asterix: Il folle banchetto
Asterix: Il folle banchetto (Asterix: Mega Madness), noto anche come Asterix: Maxi-Delirium, è un videogioco party per Microsoft Windows e PlayStation ispirato alle avventure di Asterix, sviluppato dalla Unique Development Studios (UDS) e pubblicato dalla Infogrames il 30 maggio 2001 in Nord America e il successivo 29 giugno in Europa.
Era in corso di sviluppo una versione per PlayStation 2 dalla grafica migliore, poi cancellata.
Nel titolo, dato che tutto il cast si esprime solo facendo dei versi durante le video sequenze animate (realizzate dallo studio francese Praxinos), l'unica voce parlante è l'annunciatore, doppiato in italiano da Marco Balzarotti.

## Modalità di gioco
I quattro personaggi giocabili sono Asterix, Obelix, la Signora Matusalemix e Assurancetourix. Secondo la storia introduttiva, ognuno di loro dovrà dimostrare di essere il migliore tra tutti i galli in un torneo indetto dal capo del villaggio Abraracourcix. Nel menù principale è possibile selezionare una di queste modalità.
- "Il folle banchetto!" - Permette di fare una campagna di quattro giorni, i primi due con tre sfide, gli altri due con quattro, per un totale di quattordici sfide:[1]
  - Giorno 1 (Inizio tranquillo) - Tiro a segno, Gara di ricette e L'abbuffata;
  - Giorno 2 (Un trio travolgente) - Caccia al cinghiale, Gara di portatori e Devastazione;
  - Giorno 3 (Quartetto di fuoco) - Gara con le catapulte, Alla ricerca degli elmi, Gara di remi e Lotta sugli scudi;
  - Giorno 4 (Il gran finale!) - Caccia al tesoro, Battaglia navale, Corsa a ostacoli e Colpisci e sopravvivi.
- "Modalità allenamento" - Permette di allenarsi ad un numero qualsiasi delle sfide sbloccate e disponibili.
- "Gioco di squadra" - Come l'allenamento, ma con la differenza che i giochi sono quattro e si lavora in cooperativa. L'abbuffata, Gara dei portatori, Lotta sugli scudi e Corsa a ostacoli sono le discipline disponibili in essa.

Nella demo per PC, commercializzata dentro le scatole dei cereali Kellogg's, erano presenti tre minigiochi: Gara con le catapulte, L'abbuffata e Tiro a segno.

## Sinossi dei minigiochi
L'obiettivo per il giocatore è quello di totalizzare il maggior punteggio rispetto agli avversari, entro del limite di tempo a disposizione (segnalato da una clessidra); il risultato finale di ciascun minigioco viene inserito nelle principali classifiche. In alcune discipline (in genere le gare) sono presenti due pozioni di diverso colore, quelle rosse donanti l'invincibilità e quelle blu che aumentano la velocità. Alcuni minigiochi richiedono anche che Idefix, il cagnolino del villaggio degli Irriducibili, non venga colpito da nessuno, pena la perdita di punti; in uno di essi, c'è il gallo ruspante che funziona in maniera analoga. La lista completa dei quattordici minigiochi è elencata di seguito.
- "Tiro a segno" - Si controlla una catapulta che lancia diversi tipi di oggetti: materiali tipo balle di fieno, barili e menhir, ma anche viventi come polli, cinghiali, mucche, romani, centurioni e pirati. Tuttavia, anche le altre catapulte colpiscono con gli stessi oggetti (tranne quelli viventi), che bisogna obbligatoriamente abbattere; di norma, essi non fanno alcun male al personaggio, ma molto spesso arrivano pure quelli luminosi, che lo stordiscono brevemente in caso riescano a colpirlo. Altri bersagli neutri da abbattere sono gabbiani, navi pirata e arieti romani che spuntano fuori dagli alberi.
- "Gara delle ricette" - Qui si deve raccogliere dieci ingredienti casuali per la pozione magica di Panoramix, che si trovano sparsi nella foresta, e gettarli nel calderone al centro della mappa prima degli avversari. Durante la ricerca, si possono colpire dei legionari (travestiti anche da tronchi) e dei cinghiali in fuga (che però caricano addosso mentre scappano). Colpire Idefix (il cagnolino di Obelix) comporta la perdita di punti.
- "L'abbuffata" - In questo minigioco vince chi mangia il più possibile ottenendo punti in base alla pietanza divorata. L'unico problema è che di tanto in tanto vengono serviti dei cibi avvelenati che vanno scartati in quanto, se mangiati, provocano brevemente l'indigestione del personaggio. Liberamente si ha la possibilità di rubare il cibo al "vicino" di tavolo, mentre la potenziale vittima ha la possibilità di contrattaccare.
- "Caccia al cinghiale" - In questa prova si devono eliminare più cinghiali possibili nella foresta. È necessario stare attenti alle loro cariche, oltre che ai colpi degli avversari, pena lo stordimento per qualche secondo, ed evitare di colpire Idefix in alcun modo, pena anche qui la perdita di punti. Come nella Gara delle ricette, anche qui si possono picchiare i legionari romani (alcuni dei quali travestiti da tronchi) per ottenere punti extra.
- "Gara dei portatori" - La semplice regola della disciplina consiste nel dover percorrere due volte un tracciato, e lo si deve fare come portantini dello scudo che sorreggono un altro abitante degli Irriducibili, facendo attenzione a bilanciare lo scudo per non farlo cadere. Bisogna anche evitare le galline infastidite dai corridori che ci passano addosso.
- "Devastazione" - Si dà assalto a un accampamento romano per provocare la maggior parte dei danni interni prima che il tempo scada (la valutazione è espressa in percentuale), stando attenti ai barili che cadono giù dalle mura e ai centurioni di guardia. È possibile scovare armi quali bastoni, lance o anche i legionari caduti fuori dalle mura nel caso se ne abbattano i sostegni. Nella parte finale del minigioco, si deve affrontare un nuovo centurione particolarmente forte, che possiede una chiave d'argento e una d'oro che aprono i forzieri rispettivi ai quali lui fa di guardia.
- "Gara con le catapulte" - Tutto è praticamente concesso in questa particolare prova. Nel tracciato da corsa composto da quattro giri, ove le quattro catapulte competono per la vittoria, si raccolgono barili, pietre, balle di fieno o ruote e li si lanciano direttamente addosso agli avversari che stanno davanti, oppure alle spalle contro quelli che stanno dietro. Quando essa è danneggiata una prima volta, può come sempre continuare a lanciare gli oggetti in avanti, ma alla seconda può solo farlo all'indietro. L'unico modo per ripararla è raggiungere e attraversare un capannone (in tutto ce ne sono due). Le balle di fieno non provocano alcun danno, mentre i barili sono presenti di colore scuro e chiaro; questi ultimi contengono monete e pozioni.
- "Alla ricerca degli elmi" - Ambientato in un altro accampamento romano, l'obiettivo è rubare il maggior numero di elmi possibile. Se ne possono portare un massimo di cinque alla volta, siano essi di legionari o di centurioni, per poi portarli dal capo Abraracourcix (mentre i pirati non indossano alcun elmo). È anche possibile suonare il gong vicino al tendone principale, in modo da attirarli verso il calderone dell'accampamento e poterli picchiare.
- "Gara di remi" - In questo circuito acquatico sono disseminati tronchi, squali, gabbiani e anche navi pirata, tutti capaci di ostacolare il personaggio. A metà percorso si trova un gruppo di barili, e si deve prenderne uno e portarlo verso il traguardo prima degli avversari. È possibile colpire le barche degli sventurati legionari, o i gabbiani stessi in modo da ottenere punti bonus.
- "Lotta sugli scudi" - L'unica regola di questa disciplina è sconfiggere l'avversario in un incontro a due combattimenti con eliminazione diretta, svuotando la barra dell'avversario a forza di botte. Si inizia dalle semifinali, i cui lottatori sono scelti casualmente dal computer, per poi procedere con la finale per il terzo posto e quella per il primo. Entrambi lottano sorretti da portantini con lo scudo che si muovono assieme al medesimo. Ai margini estremi dell'arena si trovano delle balle di fieno, che è possibile prendere semplicemente avvicinandosi a esse e poi lanciare all'avversario tramite il pugno, la cui distanza di volo dipende dalla durata della pressione dell'apposito tasto. Inoltre, colpendo l'avversario tre volte di fila senza farsi colpire a propria volta, si può effettuare una mossa speciale.
- "Caccia al tesoro" - Sparse per il villaggio gallico vi sono numerose buche nella terra, che si devono scavare per trovare ossa e soprattutto le tre chiavi della dispensa principale, da portare al capo Abraracourcix prima degli avversari. È possibile colpire questi ultimi grazie alla propria pala. Ancora una volta torna il cane Idefix, ma assieme a lui c'è il gallo ruspante, che funziona in modo analogo al cane. Se ci si avvicina troppo al fabbro Automatix, si viene colpiti e storditi per breve periodo, perdendo anche le chiavi eventualmente possedute.
- "Battaglia navale" - Qui si devono distruggere quante più barche dei legionari e navi pirata (anche qui la valutazione è espressa in percentuale). I bonus appaiono non solo eliminando il maggior numero di essi, ma pure eliminando per ultimo una nave (e solo in questo caso valgono). Nell'angolo inferiore sinistro dello schermo, è visualizzata una barra della velocità che, riempita ad un certo livello, permette di remare a velocità folli.
- "Corsa a ostacoli" - La sfida ricalca quella della Gara dei portatori, ma con la differenza che i personaggi principali stanno "sopra" lo scudo, che invece viene portato da legionari, e inoltre possiedono una frusta di rami con la quale sculacciarlo per farlo saltare, o colpire gli avversari facendoli cadere e perdere secondi preziosi.
- "Colpisci e sopravvivi" - Simile al Tiro a segno, serve come "conclusione" ai quattro giorni di campagna, ma il suo parziale cambiamento sta nel guadagnare più punti di tutti senza farsi colpire tre volte, o si viene eliminati. Fortunatamente gli oggetti da lanciare, tutti barili, sono illimitati e si ricaricano all'istante. Il grande problema sono i bersagli luminosi, che appaiono molto più spesso e possono colpire il personaggio in massa.

## Accoglienza
| Testata        | Versione    | Giudizio |
| -------------- | ----------- | -------- |
| Absolute Games | PC          | 75/100   |
| PC Action      | PC          | 73/100   |
| Jeuxvideo.com  | PlayStation | 14/20    |
| Game Captain   | PC          | 66/100   |
| GameStar       | PC          | 60/100   |
| Gameguru Mania | PC          | 3/5      |
| PC Games       | PC          | 5/10     |
| MeriStation    | PlayStation | 7.3/10   |

Le critiche e le recensioni su Asterix: Il folle banchetto sono state positive o superiori alla media: Jeuxvideo.com lo ha votato 14/20 da parte degli editori, e 15/20 da parte dei lettori. Pur non essendoci la possibilità di cambiare il livello di difficoltà, e nonostante i pochi personaggi disponibili e la scarsa longevità, il suo gameplay è comunque coinvolgente, e può capitare che il giocatore si trovi davanti a sfide che, pur essendo semplici, contengono ostacoli difficili ma comunque validi, senza contare che il gioco rappresenta una fedele riproduzione sia della Gallia che del mondo di Asterix, con tanto delle sue gag basilari che mantengono viva l'atmosfera degli albi.